# Naturschutzgebiet Löhen
Das Naturschutzgebiet Löhen ist ein 3,47 ha großes Naturschutzgebiet (NSG) südlich vom Eisborn im Stadtgebiet von Balve im Märkischen Kreis in Nordrhein-Westfalen. Das NSG wurde 1989 vom Kreistag des Märkischen Kreises mit dem Landschaftsplan Nr. 2 Balve-Mitteleres-Hönnetal unter dem Namen Naturschutzgebiet Buchenwald am Löhen südlich von Eisborn, Stadt Balve erstmals ausgewiesen. Das NSG wurde 2015 vom Kreistag des Märkischen Kreises mit dem 2. Änderung Landschaftsplan Nr. 2 Balve-Mittleres-Hönnetal unter dem Namen Löhen erneut ausgewiesen.

## Gebietsbeschreibung
Bei dem NSG handelt es sich um einen Kalkbuchenwald an einem südexponierten Hang mit mehreren Kalkfelsen mit Felsspaltenvegetation und wenigen kleinen Höhlen. Der artenreiche Buchenwald  befindet sich auf flachgründigen und trockenen Böden. Die Felsen im NSG sind moosreich und der Braunstieliger Streifenfarn kommt auf den Felsen vor. Im NSG wurden mit Einzelstammentnahme einige Buchen gefällt. In den Waldlücken befindet sich Naturverjüngung mit Buchen, Eschen, Eberesche und Schwarzen Holunder.
Im Oberhangbereich des NSG kommt ein Waldmeister-Buchenwald mit Waldmeister vor. Hier kommen in der Krautschicht auch Aronstab, Waldveilchen und Großes Hexenkraut vor. Auf dem Unterhang befindet sich ein verarmter Orchideen-Buchenwald. Hier kommen die Orchideenarten Vogel-Nestwurz und Breitblättrige Stendelwurz vor, während Blattloser Widerbart zuletzt 1980 nachgewiesen wurde. Auch der Fichtenspargel, genauer die Unterart Buchenspargel (Monotropa hypopitys subsp. hypophegea), ist seit 1980 verschollen.
Im NSG wurden in Waldrandbereichen die Waldeidechse und die Weinbergschnecke nachgewiesen.

## Schutzzweck, Verbote und Gebote
Das NSG wurde laut Landschaftsplan ausgewiesen: zur Erhaltung und Entwicklung eines klippenreichen Kalk-Buchenwaldes als Lebensraum seltener und gefährdeter Tier- und Pflanzenarten.   
Der Landschaftsplan führt fünf besondere Verbote für das NSG auf: 
- „den bodenständigen Kalkbuchenwald forstlich zu nutzen; ausgenommen bleibt die einzelstammweise Nutzung nach Maßgabe der Unteren Landschaftsbehörde;
- Wiederaufforstungen mit Nadelbäumen oder anderen im Naturraum nicht von Natur aus heimischen und standortgerechten Baumarten vorzunehmen (gemäß § 25 LG);
- mit Fahrzeugen außerhalb der Wege und Rückegassen Holz zu rücken;
- Forstwirtschaftswege anzulegen oder in eine höhere Ausbaustufe zu überführen;
- die Erstellung von jagdlichen Einrichtungen und die Durchführung von Hegemaßnahmen(wie z. B. Hochsitze, Wildäsungsflächen, Fütterungen, künstliche Brutstätten) mit Ausnahme der Errichtung von offenen Ansitzleitern und der Wildfütterung in Notzeiten im Sinne der Fütterungsverordnung NRW.“

Es wurden für das NSG zwei besondere Gebote festgesetzt:   
- „die Nadelholzbestände und Fehlbestockungen im Sinne des Schutzzweckes in bodenständiges Laubholz umzubauen;
- geeignete Entwicklungs- und Pflegemaßnahmen zur Erreichung des Schutzzweckes nach Maßgabe der unteren Landschaftsbehörde durchzuführen (gemäß § 26 LG).“[2]